# Ian Davis (Manager)
Sir Ian Edward Lamert Davis (* 10. März 1951 im Vereinigten Königreich) ist britischer Manager und Geschäftsmann.

## Leben
Davis studierte am Balliol College der Universität Oxford und arbeitete sieben Jahre im Management der Firma Bowater (Papierbranche). Vor seiner Rolle als Weltgeschäftsführer leitete Davis das Londoner Büro von McKinsey. Er war der erste Europäer an der Spitze der Firma, für die er seit 1979 als Berater tätig ist.
Davis war vom 1. Juli 2003 bis zum 30. Juni 2009 weltweiter Geschäftsführer (Managing Director, kurz MD) der Unternehmensberatung McKinsey. Zuvor war dies Rajat Gupta. Die Position des MD wird für jeweils drei Jahre von einem Partnergremium gewählt, wobei maximal drei Amtszeiten möglich sind. Im Februar 2006 wurde Davis für seine zweite Amtsperiode bestätigt, die am 1. Juli 2006 begonnen hat. Im Februar 2009 wurde Dominic Barton als sein Nachfolger gewählt, der das Amt ab Juli 2009 übernommen hat. Derzeit ist er der Vorsitzende der Rolls-Royce Holdings.
2019 wurde Davis von Königin Elisabeth II. für seine hervorragenden Leistungen als Manager und Geschäftsmann zum Knight Bachelor geschlagen.
Er ist verheiratet und hat zwei Kinder.